# 세계은행 한국사무소
세계은행 한국사무소(世界銀行 韓國事務所)는 대한민국과 세계은행 간 협력사업의 확대를 위해 설립된 세계은행의 지역사무소이다. 인천광역시 연수구 송도동 포스코E&C Tower에 있다.

## 관련 법령
- 인천광역시 국제교류협력 및 국제도시화에 관한 조례[6]

## 연혁
- 2012년 10월 15일 김용 세계은행 총재와 박재완 기획재정부 장관 세계은행 한국사무소 설립을 위한 양해각서(MOU) 및 한국-세계은행 협력기금 설립을 위한 MOU 체결[7]
- 2013년 12월 4일 세계은행 한국사무소 개소식[8]

## 같이 보기
- 유엔난민기구 한국대표부(UNHCR 한국대표부)
- 유엔 아시아태평양 정보통신교육원(UN-APCICT)
- 유네스코 아시아태평양국제이해교육원(APCEIU)
- 세계도시전자정부협의체(WeGo)